# Operació Sabre (sèrie de televisió)
Operació Sabre (títol original en serbi, Сабља) és una sèrie de televisió biogràfica de drama polític del 2024. Basada en l'operació policial homònima, la trama de la sèrie tracta sobre el període polític a Sèrbia del 2000 al 2003 amb un focus especial en l'assassinat de Zoran Djindjic i la investigació policial sobre la implicació del clan de Zemun i la Unitat d'Operacions Especials. S'ha subtitulat al català per a FilminCAT.
És dirigida per Goran Stanković i Vladimir Tagić, que juntament amb Maja Pelević també van escriure el guió.
L'estrena, prevista pel 24 de febrer de 2024 al canal RTS 1, es va ajornar per decisió de la mateixa televisió, amb l'objectiu de donar l'oportunitat a la sèrie de participar en festivals. Els dos primers episodis es van estrenar al festival de sèries Canneseries. La sèrie va guanyar el premi a la millor interpretació actoral de tot el conjunt actoral. També es va exhibir al 30è Festival de Cinema de Sarajevo el 20 d'agost de 2024.
La sèrie Operació Sabre es va emetre finalment del 2 al 24 de novembre de 2024 a RTS 1, així com a la plataforma d'estríming Max.